# Alessio Tasca
Alessio Tasca (Nove, 1929 – Heilbronn, 28 gennaio 2020) è stato un designer e ceramista italiano.

## Biografia

### La formazione e gli inizi
Alessio Tasca nacque nel 1929 a Nove, decimo di dodici fratelli, da Lidia Broglio e da Edoardo. La madre proviene da una famiglia della piccola borghesia, il padre è decoratore d'interni e pittore ceramista. Terminato il ciclo di studi elementare, si dedicò alla sua attività prediletta che è il disegno, in cui migliora frequentando lo studio del pittore e ceramista Giovanni Petucco e, a partire dal 1942, la scuola d'arte locale, specializzata nella ceramica e diretta dallo scultore ceramista Andrea Parini, di cui fu allievo. La predisposizione al disegno e gli sproni del ceramista Romano Carotti convinsero la famiglia a fargli proseguire gli studi. Si iscrisse così all'Istituto d'Arte di Venezia nel 1945, sotto la guida di Giuseppe Romanelli, avendo modo di assimilare gli stimoli di una città allora assai culturalmente combattiva. In lui è ancora vivo il ricordo della recente lezione di Arturo Martini, mentre maturano i segnali di nuove tendenze, come il Fronte nuovo delle arti e lo Spazialismo.
Nel 1948 lasciò il Veneto per recarsi presso l'Istituto statale d'arte di Firenze, dove si diplomò nel 1951 con il maestro Mario Morelli. In questo periodo lavorò come aiutante presso lo studio dello scultore Giuseppe Romanelli a Ca' Pesaro.
Contemporaneamente agli studi, iniziò ad insegnare disegno presso l'Istituto d'Arte di Nove dove aveva cominciato gli studi, lavoro che manterrà fino al 1979. Il 24 ottobre dello stesso anno, assieme ai fratelli Marco e Flavio, diede vita al laboratorio Tasca Artigiani Ceramisti, e cominciò a predisporre una serie di modelli ispirati alla tradizione novese. Il fallimento commerciale di queste tipologie spinge il giovane Alessio ad approntare un ciclo di ceramiche "moderne" da indirizzare a un mercato diverso, più attento alle esigenze postbelliche di rinnovamento: nascono così i primi piatti decorati a "graffito" su fondo verde o bruno, nei più vari decori.

### Gli anni '50 e '60
Nell'aprile 1949 partecipò alla prima occasione espositiva della sua carriera, la V Mostra Italiana di Arte Sacra per la Casa Cristiana all'Angelicum di Milano, dove espose un'Annunciazione in terracotta che, attraverso la lezione di Petucco, risale direttamente alle fonti della plastica martiniana.
Nel 1951 la sua partecipazione alla IX Triennale di Milano con i piatti "terrosi" e incisi, scelti da Gio Ponti in uno dei suoi frequenti viaggi a Nove, riscosse un notevole successo; la particolarità della produzione di Tasca piacque al gallerista milanese Totti che acquistò le opere per la sua galleria.
Nel 1952 partecipò per la prima volta alla Biennale di Venezia nel Padiglione "Venezia" per le Arti decorative, con  Vasi e piatto. Fu presente anche alla successiva edizione della Biennale di Venezia, nel 1954, presentando un Tavolo in maiolica e due Vassoi con figure.
Nel 1957 Tasca sposò Elva Pianezzola da cui avrà tre figli: Marina e Vittore, ceramisti, e Saverio, musicista.
Nell'ottobre del 1961 lasciò il laboratorio Tasca Artigiani Ceramisti, aprendo un proprio atelier in via Roberti dove si dedicò innanzitutto alla foggiatura di un ciclo di pezzi unici di grandi dimensioni tornando così alla scultura vera e propria. Nel 1962 succede a Giovanni Petucco nella cattedra di Plastica all'Istituto d'Arte di Nove, dove si formò un gruppo di amici e colleghi - Pianezzola, Sartori, Chemello, Tubini, Sebellin - che dà vita al rinnovamento dei contenuti e della didattica.
Alla Biennale di Venezia del 1964, sempre nella sezione Arti Decorative, gli venne assegnato il I Premio (ex aequo con Pompeo Pianezzola) per la ceramica.
Alla Biennale di Gubbio del 1966 ottenne il I Premio nella sezione artigianale per il Grande scudo in maiolica.
Nel 1967 con la consulenza del tecnico novese Ettore Leoni per la parte meccanica mise a punto la prima trafila, macchina che gli consente di ideare e ottenere per via di estrusione le prime opere a sezione rettangolare. Le espose per la prima volta a Treviso il 4 gennaio 1968 allo "Studio d'Arte Arturo Martini". Lo stesso anno partecipa alla XIV Triennale di Milano con 17 pezzi trafilati, tra cui anche il Cornovaso, la "forma" forse più rappresentativa di questo ciclo. La Triennale viene occupata nell'ambito delle "manifestazioni" di protesta del '68. Tasca aderì concretamente, gettando a terra e distruggendo tutte le opere esposte.

### Gli anni '70 e la fama internazionale
Nel 1972 il Victoria and Albert Museum acquista un Cornovaso, che viene conservato ed esposto tuttora nella sezione Arti Decorative del museo londinese.
La giuria internazionale della XV Triennale di Milano, dove espose ceramiche e plexiglas, gli conferì il Diploma di Medaglia d'oro per la produzione in metacrilato realizzata dal laboratorio Fusina di Nove su una sua ideazione, in collaborazione con Giancarlo Bonato.
Con una trafila di maggiori dimensioni nel 1974 estrude le prime sculture di grandi dimensioni: nasce il ciclo delle "Sfere", ottenute da un cilindro estruso su una matrice a griglia. Il suo contributo artistico tornò così definitivamente alla scultura vera e propria.
Al III Simposium internazionale della ceramica di Bassano del 1978 conobbe la ceramista tedesca Lee Babel con la quale stabilì un sodalizio umano e artistico che lo porterà a frequenti occasioni espositive in Germania e ad interventi sul territorio a Rivarotta, Fara Vicentino ed Heilbronn.
L'anno seguente lasciò la gestione del laboratorio di villa Roberti ai figli e si trasferisce a Rivarotta (al confine tra Nove e Bassano) in un edificio seicentesco, già sede di storiche fornaci di ceramiche, di cui iniziò il restauro, visto lo stato di avanzata decadenza, in un lavoro solitario che si protrasse per dieci anni.

### Gli anni '80 e '90
Nel 1980 il Museo Victoria and Albert di Londra acquistò il Servizio da caffè, prodotto interamente a trafila nel 1974. Nello stesso anno ebbe luogo una mostra collettiva del gruppo di ceramisti alla Fondazione Bevilacqua La Masa, curata da Romano Perusini.
Nel 1982 lo storico dell'arte Giulio Carlo Argan visitò i locali di Rivarotta, accompagnato dal direttore del Museo civico di Bassano del Grappa Fernando Rigon.
Nel 1986 mise a punto una grande trafila verticale per poter estrudere opere di grandi dimensioni; durante una pausa nei lavori di restauro del manufatto di Rivarotta, eseguì un nuovo ciclo di sculture in grès e in refrattario che espose ad Heilbroon e a Marostica, inaugurando una nuova fase del suo lavoro imperniata sulla valenza espressiva della "rovina" e della deriva.
Il 27 maggio 1989 organizzò con la supervisione storica di Nadir Stringa la mostra di dieci anni di restauri e dei ritrovamenti di Rivarotta, gestiti con l'aiuto della compagna Lee Babel, inaugurata da un discorso pubblico dello scrittore Luigi Meneghello, Rivarotta, che venne stampato dall'editore Moretti & Vitali.
Nel 1991 ricevette l'incarico dal Comune di Nove di eseguire una decorazione per la mura che costeggia, nel lato sud, l'area dell'ex Manifattura Antonibon (poi Barettoni) in sostituzione di quella da lui stesso eseguita nel 1956 con malte colorate e ormai consunta.
Nel 1993 costruì un piccolo anfiteatro in mattoni sulla collina di Fara.
Nel 1995 una riflessione sulle ulteriori possibilità "narrative" delle formelle estruse, conseguenti al lavoro per la mura Antonibon, portò Tasca ad effettuare una "rivisitazione" del grande Ciclo dei mesi affrescati negli interni di Torre Aquila, a Trento.
Nel 1997 venne organizzata da Nico Stringa la mostra antologica Terre Rare, all'interno degli ambienti della Basilica Palladiana di Vicenza

### Gli ultimi anni
Negli anni 2000 partecipò a varie mostre alcune delle quali ospitate alla Galleria Nazionale d'Arte Moderna, al Museo internazionale delle ceramiche in Faenza e al Museo civico di Bassano del Grappa. Nel 2000 viene nominato membro dell'Accademia olimpica di Vicenza.
Nel 2010 gli venne dedicato il documentario Raccolto d'inverno. Alessio Tasca, un ritratto, diretto Riccardo De Cal.
Alessio Tasca muore il 28 gennaio 2020 a Heilbronn, in Germania.

## Principali mostre ed esposizioni
- Triennale di Milano - 1951, 1954, 1957, 1968, 1973
- Biennale di Venezia - 1952, 1954, 1962, 1972
- Salone Internazionale della Ceramica di Vicenza - 1959, 1962, 1963, 1964
- Concorso internazionale della Ceramica di Faenza - 1963, 1968, 1976, 2018
- Esposizione Internazionale della Ceramica di Praga - 1962
- International Ceramics, Victoria and Albert Museum di Londra - 1966, 1972, 1974
- Biennale d'Arte della Ceramica di Gubbio - 1966, 1968, 1986
- Salone Internazionale del Mobile di Milano - 1989
- Mostra Internazionale della Ceramica a Santo Stefano di Camastra - 1992
- V Biennale di Ceramica d'Arte di Savona - 1992
- Terre Rare, Basilica Palladiana di Vicenza - 1997
- White, Museo civico di Bassano del Grappa - 2010
- La Ceramica che cambia, Museo internazionale delle ceramiche in Faenza - 2014
- Tre Mostre, Galleria Nazionale d'Arte Moderna di Roma - 2015

## Premi
- Premio Palladio - Salone Internazionale della Ceramica di Vicenza, 1962
- Premio Palladio - Salone Internazionale della Ceramica di Vicenza, 1963
- Premio Palladio - Salone Internazionale della Ceramica di Vicenza, 1964
- I Premio per la Ceramica, (ex aequo con Pompeo Pianezzola) - Biennale di Venezia, 1964
- I Premio nella sezione artigianale - Biennale d'Arte della Ceramica di Gubbio, 1966
- III Premio nella sezione artigianale - Biennale d'Arte della Ceramica di Gubbio, 1968
- Diploma di Medaglia d'Oro (con Giancarlo Bonato) - Triennale di Milano, 1973
- Diploma di Medaglia d'Oro E.N.A.P.I. (con Giancarlo Bonato e FusinaLab) - World Craft Council di Monaco di Baviera, 1974
- Premio Lions Club Faenza - Concorso internazionale della Ceramica di Faenza, 1976
- I Premo - II Biennale della Ceramica di Reggio Calabria, 1981
- Premio Cultura città di Bassano - Comune di Bassano del Grappa, 2002
- Premio Antica Arte dei Vasai - Nobile Contrada del Nicchio di Siena, 2010

## Opere (parziale)
- Cornovaso - 1968, Victoria and Albert Museum, Londra[13]
- Cesto rotondo - 1972, Museo internazionale delle ceramiche, Faenza[14]
- Struttura reticolare - 1976, Museo Umbro Apollonio, San Martino di Lupari
- Struttura reticolore - 1979, Victoria and Albert Museum, Londra[13]
- Sfera - 1979, Victoria and Albert Museum, Londra[13]
- Set da caffè - 1980, Victoria and Albert Museum, Londra[13]
- Cosmagon - 1992, Ca' Pesaro, Venezia[15]